# Matthias Sundermeier
Matthias Sundermeier (* 1973 in Dortmund) ist ein deutscher Bauingenieur und Professor für Bauwirtschaft und Baubetrieb an der TU Berlin.
Er legte 2000 sein Diplom an der TU Dortmund ab. Nach einer Tätigkeit bei Bilfinger+Berger promovierte er mit der Arbeit „Gestaltungsvorschläge einer ‚Neuen Vertragsordnung’ für Bauleistungen“ am Lehrstuhl für Baubetrieb und Bauprozessmanagement der TU Dortmund zum Dr. Ing. Seine berufliche Laufbahn begann er mit einer mehrjährigen Tätigkeit als Bauleiter im Hoch- und Industriebau bei der Bilfinger + Berger in Essen. Von 2010 bis zum Wechsel an die Technische Universität Berlin war er als Projekt- und Vertragsmanager für Hochbauprojekte im Bereich PPP bei der Goldbeck in Bielefeld tätig. 2015 übernahm er die Professur von Bernd Kochendörfer am Fachgebiet für Bauwirtschaft und Baubetrieb der Technischen Universität Berlin.
Seine Forschungs- und Interessenschwerpunkte liegen in der Baumarktentwicklung, dem Branchenstrukturwandel und der lebenszyklusorientierten Realisierung von Bauprojekten, insbesondere in der Weiterentwicklung von Beschaffungs- und Vertragsmodellen für komplexe Bauvorhaben sowie im Vertrags- und Konfliktmanagement für die Bauwirtschaft. Er ist in der Deutschen Gesellschaft für Außergerichtliche Streitbeilegung in der Bau- und Immobilienwirtschaft auch in beratender und gutachterlicher Funktion aktiv.

## Publikationen
- Hrsg. gem. mit Mike Gralla: Innovationen im Baubetrieb: Wirtschaft – Technik – Recht. Festschrift für Universitätsprofessor Dr.-Ing. Udo Blecken zum 70. Geburtstag. Reguvis Fachmedien,  Köln 2011, ISBN 978-3-8462-0365-1.
- Gem. mit Udo Blecken, Heiko Meinen: Immobilien-Projektentwicklung – Quantitative Ökonomische Modelle. Werner, Köln 2012, ISBN 978-3-8041-4520-7.
- Gem. mit Falk Würfele, Mike Gralla (Hrsg.): Nachtragsmanagement: Leistungsbeschreibung – Leistungsabweichung – Bauzeitverzögerung. Luchterhand, Köln 2012, ISBN 978-3-472-07931-6.
- Gestaltungsvorschläge einer ‚Neuen Vertragsordnung’ für Bauleistungen – eine ingenieurökonomische Analyse des VOB/B-Bauvertragsrechts. Diss. Technische Universität Dortmund 2009; Universitätsbibliothek Dortmund, Dortmund 2014 online.
- Gem. mit Fritz Berner, Bernd Kochendörfer, Rainer Schach, Hans Christian Jünger, Jens Otto: Grundlagen der Baubetriebslehre 2. Springer Vieweg, 2022, ISBN 978-3-658-35546-3.